# Postort
En postort är i Sverige ett område med en egen postadress. Postorten sammanfaller inte alltid helt med andra administrativa eller statistiska indelningar av landet, som kommuner, församlingar, småorter eller tätorter.
Det finns (2018) 1 911 postorter i Sverige. I Finland brukar man använda termen postanstalt.

## Namngivning av postorter
För att undvika förväxlingar har Posten ofta tvingats skapa egna namn på postorter. Dessa har ofta fått en så stor genomslagskraft att de helt ersatt det tidigare namnet.
Exempelvis hette Höör i Skåne ursprungligen Hör. På 1800-talet skrev man ofta "Här" i stället för ortnamnet på lokala försändelser. Därför hamnade många brev avsedda för lokal distribution i till exempel Stockholm just i Hör. Av den anledningen fick postorten stavningen Höör. Denna stavning används numera även för tätorten, församlingen och kommunen.
Namnet Upplands Väsby, skapat av Posten 1919, är sedan 1952 namn på en kommun.